# Tramway de Toruń
Le Tramway de Toruń est le réseau de tramway de la ville de Toruń (Pologne), fonctionnant sans interruption depuis sa création en 1891 et comporte 7 lignes (5 lignes de jour et 2 ligne de nuit).

## Historique

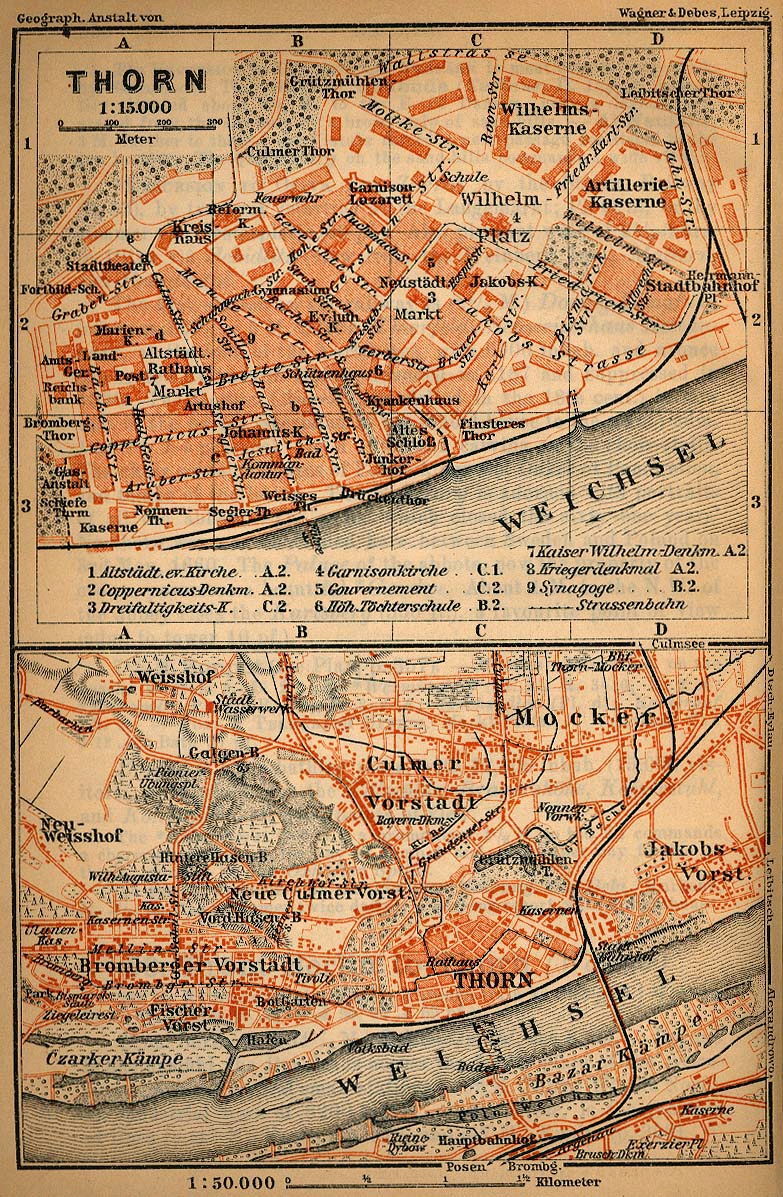
Plan de la ville avec le réseau de tramway en 1910

La décision de la construction d'une première ligne de tramway hippomobile est prise le 16 août 1890. Dès le 19 mai 1891, la première ligne est inaugurée. Le tramway électrique ne circule qu'à partir du 1er février 1899. Entre 1907 et 1934 fonctionnent trois lignes. Une nouvelle ligne est inaugurée en 1934, sur la rive gauche de la Vistule. En 1972, une première ligne (Wrzosy) est stoppée mais en 1981, une nouvelle ligne est inaugurée à Na Skarpie.
En 1984, c'est au tour de la ligne sur la rive gauche de la Vistule d'être arrêtée.
En 2013, une extension de 1,7 kilomètre reliant la cité universitaire est mise en service, elle compte cinq arrêts.

## Réseau actuel

### Aperçu général
| Ligne | Départ      | Arrivée    |
| ----- | ----------- | ---------- |
| 1     | Uniwersytet | Olimpijska |
| 2     | Motoarena   | Elana      |
| 3     | Reja        | Wschodnia  |
| 4     | Uniwersytet | Elana      |
| 5     | Motoarena   | Olimpijska |

### Matériel roulant
| Image           | Modèle       | Production | Nombre |
| --------------- | ------------ | ---------- | ------ |
|                 | 805Na        | 1980       | 27     |
|                 | 805NaND      | 2007       | 18     |
|                 | 122NbT Swing | 2014       | 6      |
| 121NbT Swing    | 2015         | 6          |        |
| 122NbTDuo Swing | 2015         | 5          |        |

## Extensions
Des projets sont évoqués à plus long terme : une extension vers Rubinkowo ou la construction d'une ligne de tramway vers le futur quartier JAR.